# 폴 슬로윈스키

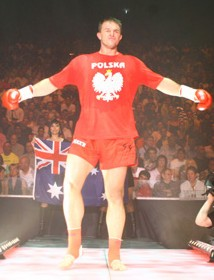

폴 슬로윈스키(영어: Paul Slowinski)는 폴란드계 오스트레일리아인 1980년 9월 24일, 폴란드에서 태어났지만 후에 오스트레일리아로 이주하게 된다.

## 생애

### 전적 정보
최근 2008년에는 구칸 사키에게 1R 충격적인 패배를 하고 미국GP 슈퍼파이트에서 아지즈 야야와 치열한 난타전을 벌이면서 3R 값진 승리를 거두게 되고 2008년 9월 27일 서울 개막전에서 추첨선수로 뽑히면서 2번의 월드GP 챔피언 타이틀을 가지고 있는 레미 본야스키와 붙어 상당히 선전하지만 결국 2:0 판정으로 패하고 만다. 그의 소속팀은 팀 미스터 퍼팩트이며 K-1 4타임 챔피언 어네스트 후스트의 지도를 받고 있어 해마다 기량이 상승되고 있다. 국적은 오스트레일리아로 되어 있지만 실제 그의 출생지는 폴란드이며 그 스스로도 자신을 폴란드 선수로 소개하길 원하고 있지만 안타깝게도 무슨 이유에서인지 계속 묵살되고 있다고 한다.

### 입식 타격 전적
- 26전 16승 10패(11 KO)

| 경기일자         | 상대                  | 결과 | 내용           | 대회                                    |
| ---------------- | --------------------- | ---- | -------------- | --------------------------------------- |
| 2010년 7월 11일  | 벤 에드워즈           | 패   | 1R 59초 KO     | K-1 월드 GP 2010 in Canberra            |
| 2010년 7월 11일  | 세트릭                | 승   | 3R 2분 KO      | K-1 월드 GP 2010 in Canberra            |
| 2010년 7월 11일  | 시오 비탈리           | 승   | 1R 2분 52초 KO | K-1 월드 GP 2010 in Canberra            |
| 2009년 6월 26일  | 파트리스 콰르테롱     | 승   | 3R 판정        | Champions of champions 2                |
| 2008년 12월 6일  | 멜빈 맨호프           | 패   | 1R 2분 26초 KO | K-1 월드 GP 2008 final                  |
| 2008년 9월 27일  | 레미 본야스키         | 패   | 3R 판정        | K-1 월드 GP 2008 final 16               |
| 2008년 8월 9일   | 아지즈 야야           | 승   | 3R 1분 54초 KO | K-1 월드 GP 2008 in Hawaii              |
| 2008년 4월 26일  | 구칸 사키             | 패   | 1R 2분 40초 KO | K-1 월드 GP 2008 in Amsterdam           |
| 2007년 12월 8일  | 시알라모 실리가       | 승   | 2R 50초 KO     | K-1 월드 GP 2007 final                  |
| 2007년 9월 29일  | 세미 슐트             | 패   | 1R 2분 26초 KO | K-1 월드 GP 2007 final 16               |
| 2007년 6월 23일  | 비욘 브레기           | 승   | 2R 2분 25초 KO | K-1 월드 GP 2007 in amsterdam           |
| 2007년 6월 23일  | 자빗 사메도프         | 승   | 1R 2분 50초 KO | K-1 월드 GP 2007 in amsterdam           |
| 2007년 6월 23일  | 아마다 히로미         | 승   | 1R 1분 50초 KO | K-1 월드 GP 2007 in amsterdam           |
| 2006년 12월 2일  | 바다 하리             | 패   | 3R 판정        | K-1 월드 GP 2006 final                  |
| 2006년 9월 30일  | 글라우베 페이토자     | 패   | 3R 판정        | K-1 월드 GP 2006 final 16               |
| 2006년 7월 30일  | 토미히라 타츠후미     | 승   | 3R 판정        | K-1 월드 GP 2006 in sapporo             |
| 2006년 3월 5일   | 제이슨 사티           | 승   | 2R 1분 45초 KO | K-1 월드 GP 2006 in Auckland            |
| 2006년 3월 5일   | 피터 그레이엄         | 승   | 2R 1분 42초 KO | K-1 월드 GP 2006 in Auckland            |
| 2006년 3월 5일   | 로니 세포             | 승   | 3R 판정        | K-1 월드 GP 2006 in Auckland            |
| 2005년 8월 22일  | 곽윤섭                | 승   | 1R 38초 KO     | titans 2nd                              |
| 2005년 4월 30일  | 로니 세포             | 승   | 3R 판정        | K-1 Battle of Anzacs 2                  |
| 2004년 12월 18일 | 크리스 크리소풀라이즈 | 승   | 3R 판정        | K-1 Challenge 2004 Oceania vs The World |
| 2004년 11월 6일  | 알렉세이 이그나쇼프   | 패   | 3R 판정        | titans 1st                              |
| 2004년 7월 16일  | 피터 그레이엄         | 패   | 3R TKO         | K-1 월드 GP 2004 in New Zealand         |
| 2004년 7월 16일  | 시오 베이탈           | 승   | 3R KO          | K-1 월드 GP 2004 in New Zealand         |
| 2003년 7월 27일  | 미치 오헬로           | 패   | 1R KO          | K-1 월드 GP 2003 in Melberon            |

## 정보
키 190cm에 체중 105kg대로 괜찮은 신체조건이다. 주 베이스는 무에타이 or 킥복싱으로, 트레이너인 어네스트 후스트에게 로킥을 집중으로 훈련을 받아 로킥 스페셜리스트로 떠오르게 된다. 로킥이 빛을 발하는 것은 2007 유럽GP에서 아마다 히로미, 자빗 사메도프, 비욘 브레기를 꺾으면서 강철 로킥으로 이름을 알리게 됐다. 그의 소속팀은 어네스트 후스트의 체육관인 팀 미스터 퍼펙트에 소속해 있다.

## 타이틀
- 세계 무에타이 평의회 헤비급 챔피언
- 세계 라이트헤비급 무에타이 챔피언
- K-1 WORLD GP 2006 in AUCKLAND 우승
- K-1 WORLD GP 2007 IN AMSTERDAM 우승